# بيتر جون ستيفنز
بيتر جون ستيفنز (بالسلوفينية: Peter John Stevens)‏ هو سباح سلوفيني، ولد في 1 يونيو 1995 في كراني في سلوفينيا.

## وصلات خارجية
- بيتر جون ستيفنز على موقع الاتحاد الدولي للسباحة (الإنجليزية)
- بيتر جون ستيفنز على موقع SwimRankings.net (الإنجليزية)